# Арутюнянц, Анатолий Саркисович
Арутюнянц Анатолий Саркисович (21 января 1921, Омск — 6 января 1999, Киев) — советский и украинский художник-график, карикатурист. Заслуженный художник УССР (1980).

## Биография
Родился 21 января 1921 года в городе Омск.
В 1940 году поступил и в 1946 году окончил Алма-Атинское художественное училище (преподаватели А. Черкасский, Н. Крутильников).
В 1948—1981 годах работал художником-карикатуристом в журнале «Перець». Член Союза художников УССР с 1964 года, член Союза журналистов УССР с 1975 года.
Умер 6 января 1999 года в Киеве.

## Творческая деятельность
Работал в области графики и карикатуры.
Участник республиканских, всесоюзных и международных выставок с 1960 года.
Автор иллюстраций к книгам «Ходит Перец по огороду» С. Олейника (1952), «Осёл на дому» М. Годованца (1958), «Заячья математика» (1961), «Доллар на престоле» А. Носенко (1963), «Весёлый педант» (1965).
Автор сатирических рисунков для журналов «Перец» (напечатал около 5000 карикатур), «Украина», «Хлебороб Украины», «Советская женщина», «Старт»; газет «Советская Украина» (1950), «Правда Украины» (1949—1957), «Вечерний Киев» (с 1954).

### Произведения
- Карикатуры. Шаржи. 1967;
- Альбом дружеских шаржей на деятелей украинского советского искусства и литературы. 1968;
- Дружеские шаржи. 1971;
- Одноперчане: Альбом дружеских шаржей. 1977;
- Карикатуры и дружеские шаржи. 1980.

## Награды
- Заслуженный художник УССР (1980).